# 阿尔朗德
阿尔朗德（法語：Arlempdes，法語發音：[aʁlɑ̃d]）是法国上卢瓦尔省的一个市镇，属于勒皮区。

## 地理
阿尔朗德（44°51'55"N, 3°55'23"E）面积13.74 平方千米，位于法国奥弗涅-罗讷-阿尔卑斯大区上盧瓦爾省，该省份为法国中南部省份，北起多姆山省和卢瓦尔省，西接康塔爾省，南至洛泽尔省，东临阿尔代什省。
与阿尔朗德接壤的市镇（或旧市镇、城区）包括：巴尔日、勒布里尼翁、古代、朗多斯、圣阿尔孔德巴尔日、萨莱特、维耶尔普拉。

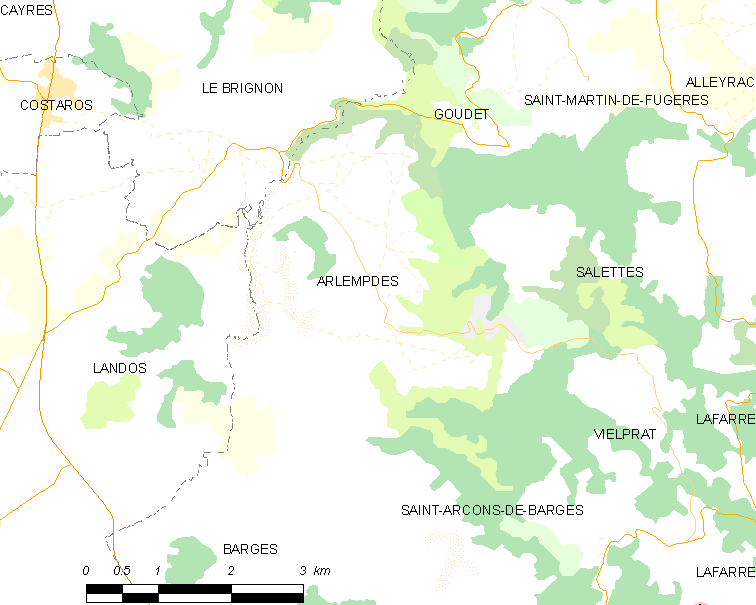
阿尔朗德的OSM定位图

阿尔朗德的时区为UTC+01:00、UTC+02:00（夏令时）。

## 行政
阿尔朗德的邮政编码为43490，INSEE市镇编码为43008。

## 政治
阿尔朗德所属的省级选区为火山沃莱县。

## 人口

1962-2008年间阿尔朗德人口变化图示

阿尔朗德于2022年1月1日时的人口数量为148人。